# Mariano Ponce
Mariano Ponce y Collantes (Balíuag, Bulacan, 23 de marzo de 1863-Hong Kong, 23 de mayo de 1918) fue un médico, escritor y nacionalista filipino.

## Biografía
Hijo de Mariano Ponce y María Collantes, fue el mayor de siete hermanos.

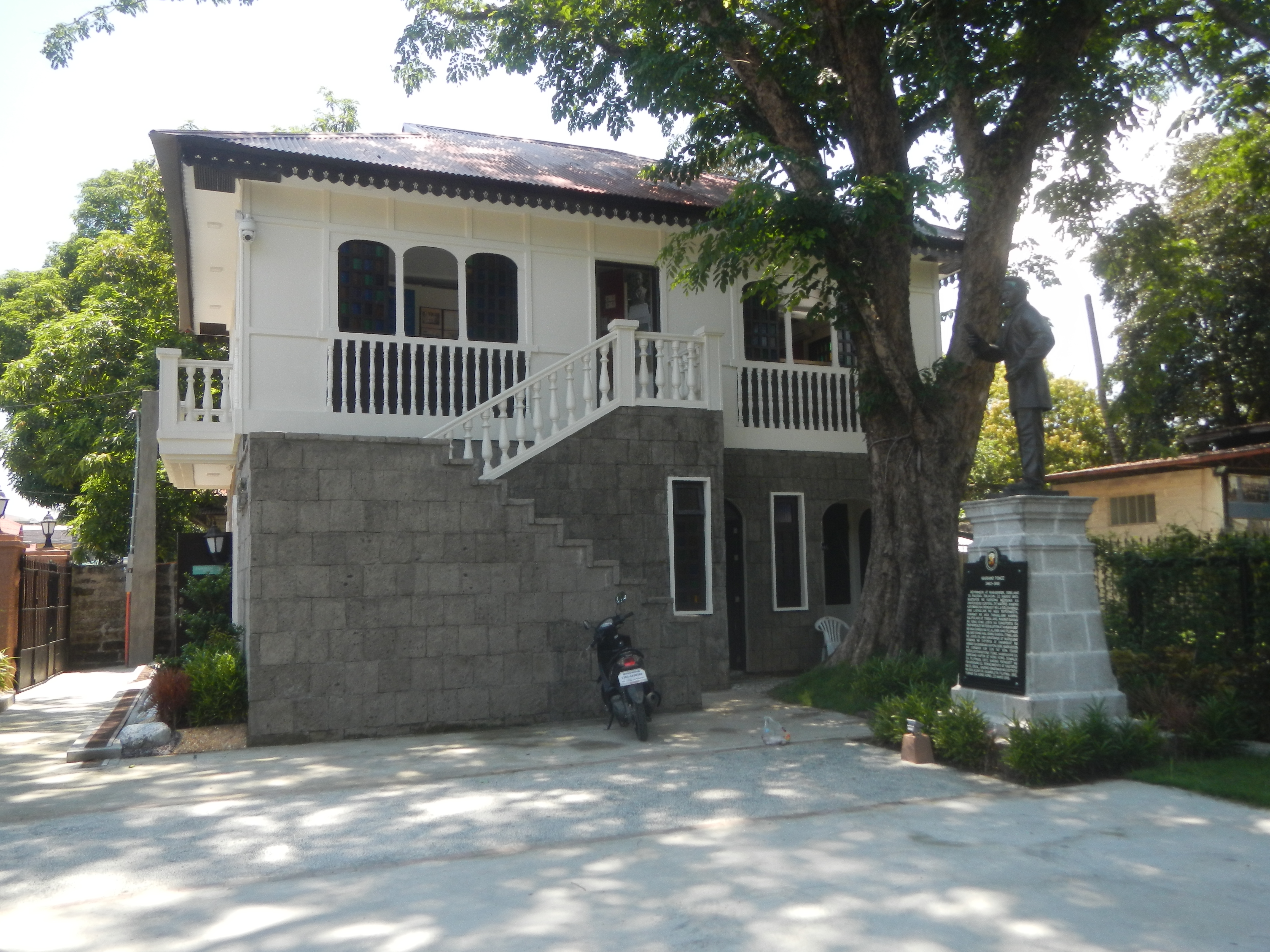
Casa natal de Mariano Ponce, sede de un museo en su honor.

Aprobado el bachillerato de Artes en el Colegio de San Juan de Letrán, prosiguió la carrera de Medicina en la Universidad de Santo Tomás hasta 1887. Después marchó a Madrid para acabar sus estudios 

### En la Península
En 1889 completó sus estudios de Medicina en la Universidad Central de Madrid.

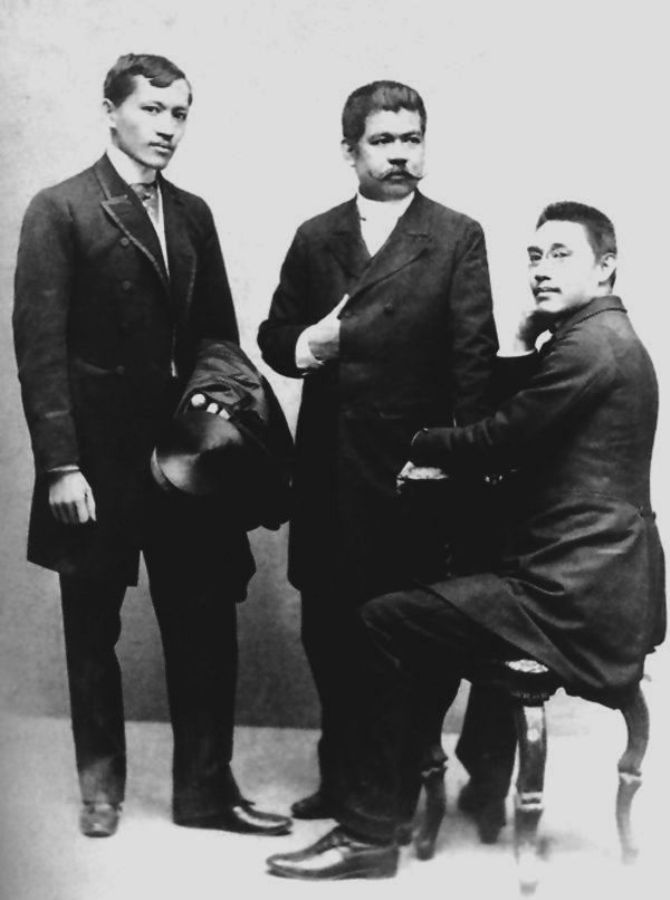
José Rizal, Marcelo del Pilar y Mariano Ponce

Mariano Ponce fue un miembro muy activo entre la comunidad nacionalista filipina de la Península.
En 1888, se crea en Madrid la Asociación Hispano-Filipina, una organización compuesta por filipinos y españoles, en la que Ponce ocupa el cargo de secretario.
El 13 de diciembre de 1888, intelectuales filipinos crean en Barcelona la organización independentista La Solidaridad, con Mariano Ponce como tesorero, y editan el periódico quincenal homónimo, publicado entre el 15 de febrero de 1889 y el 15 de noviembre de 1895.En él, Ponce escribió sobre viajes, política e historia bajo los seudónimos Kalipulako y Naning.

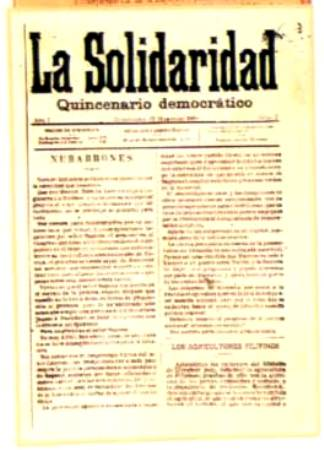
La Solidaridad, quincenario democrático.

En abril de 1889, el nacionalista filipino Graciano López Jaena organiza la Logia Revolución en Barcelona, bajo los auspicios del Gran Oriente Español, con Mariano Ponce como secretario. Tras la marcha de muchos de sus miembros a Madrid, esta logia es absorbida por otra y se organiza en Madrid la Logia Solidaridad nº 53, constituida el 15 de mayo de 1890. Ponce fue su administrador y dirigió su sección literaria.

### Revolución filipina y exilio
Ponce fue encarcelado en Barcelona cuando estalló la revolución, en agosto de 1896, y estuvo preso durante cuarenta y ocho horas antes de ser liberado. Temiendo que lo arrestaran de nuevo, huyó a Francia y luego marchó a Hong Kong, donde se unió a los revolucionarios filipinos allí exiliados tras la firma, el 14 de diciembre de 1897, del Pacto de Biak-na-Bató.
Ponce fue nombrado secretario de la Junta Revolucionaria con Felipe Agoncillo como su presidente. También fue nombrado secretario privado del general Emilio Aguinaldo.

### Últimos años
En 1898, Aguinaldo lo nombró representante diplomático de la Primera República en Japón. Su misión implicaba una evaluación de la visión y posición del Japón imperial con respecto a la revolución filipina y una posible ayuda para proteger la independencia filipina en el caso de que Estados Unidos intentara anexionarse el país. 
En Japón conoció a su esposa, Okiyo Udanwara, con quien tuvo cuatro hijos.
Después de la guerra filipino-estadounidense, Mariano Ponce  regresó a su país. Se convirtió en director del periódico El Renacimiento, investigador histórico de la Biblioteca y Museo Nacional y representante de Bulacan en la Asamblea de Filipinas.
Mariano Ponce murió durante un viaje a China para visitar a su viejo amigo, Sun Yat-Sen, cuya biografía había publicado en 1914, en el Hospital Civil de Hong Kong, el 23 de mayo de 1918.
Sus restos mortales reposan en el Cementerio del Norte de Manila.

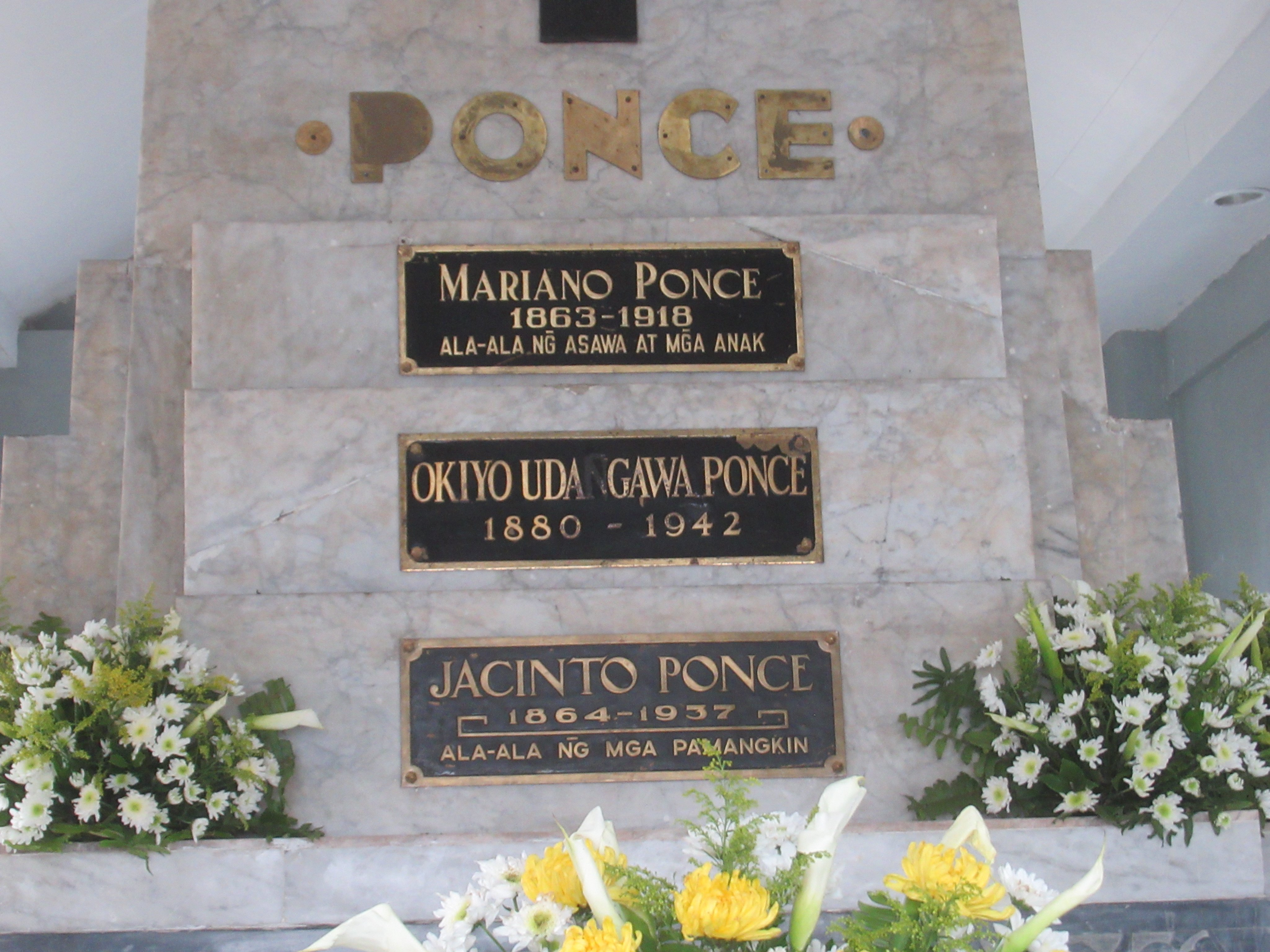
Mausoleo familiar